# Du'aine Ladejo
Du'aine Ladejo (Paddington, Gran Londres, Reino Unido, 14 de febrero de 1971) es un atleta británico retirado, especializado en la prueba de 4x400 m en la que llegó a ser medallista de bronce olímpico en 1992.

## Carrera deportiva
En los JJ. OO. de Barcelona 1992 ganó la medalla de bronce en los relevos 4x400 m, con un tiempo de 2:59.73 segundos, llegando a la meta tras Estados Unidos y Cuba, siendo sus compañeros de equipo: Roger Black, Kriss Akabusi, John Regis, David Grindley y Mark Richardson.